# Australian Masters 1981
Das Australian Masters 1981, auch Winfield Masters 1981 war ein professionelles Snooker-Einladungsturnier, das vom 25. bis zum 27. Juni 1981 im Rahmen der Saison 1981/82 im City Tattersalls Club in Sydney ausgetragen wurde. Sieger des Turnieres wurde Tony Meo mit einem Finalsieg über John Spencer.

## Turnierverlauf
Die einzelnen Spielergebnisse sind zu großen Teilen unbekannt. Eingeladen wurden acht professionelle Spieler, davon fünf aus Europa und Kanada und drei aus Australien. Der Kanadier Kirk Stevens war ursprünglich einer der Eingeladenen, musste jedoch nach einem Autounfall in seiner Heimat Toronto absagen und wurde durch den jungen Engländer Tony Meo ersetzt. Insgesamt gab es beim Turnier 60.000 AU$ zu gewinnen, wobei es unter anderem eine Prämie von 10.000 AU$ für ein eventuelles Maximum Break gab. Das Teilnehmerfeld wurde zunächst in zwei Vierer-Gruppen aufgeteilt, wobei Titelverteidiger John Spencer, Tony Meo, Doug Mountjoy und Paddy Morgan in Gruppe A sowie Dennis Taylor, Cliff Thorburn, Eddie Charlton und Ian Anderson in Gruppe B antraten. In den Gruppen spielte jeder Spieler einmal gegen jeden seiner Gegner, wobei jede Gruppenpartie frei nach dem Pot Black nur einen Frame dauerte. Pro Gruppe qualifizierten sich zwei Spieler für das Halbfinale. Das Endspiel wurde schließlich aus der Addition der Ergebnisse dreier Frames entschieden. Der Endspielsieg gelang Tony Meo, der damit John Spencer schlug. Das Turnier wurde aufgezeichnet und ab dem 8. September 1981 im Channel 2 ausgestrahlt. Als TV-Kommentator fungierte Ted Lowe. Das Endspiel wurde am 10. November ausgestrahlt.